# Yūtarō Yoshino
Yūtarō Yoshino (japanisch 吉野 裕太郎 Yoshino Yūtarō; * 18. Oktober 1996 in der Präfektur Kanagawa) ist ein japanischer Fußballspieler.

## Karriere
Seinen ersten Vertrag unterschrieb er 2018 bei Esperanza SC. 2019 wechselte er zu YSCC Yokohama II. 2020 wechselte er zu YSCC Yokohama.